# 法律事実
法律事実（ほうりつじじつ、英: juristic facts）とは、実定法に定められる法律要件を構成する個々の客観的な事実をいう。一つあるいは複数の法律事実が存在し、この法律事実が実定法により定められた法律要件を満たすことによって一定の法律効果を生じ、これによって法律関係が発生・変更・消滅することになる。
例えば民法第549条は「贈与は、当事者の一方が自己の財産を無償で相手方に与える意思を表示し、相手方が受諾することによって、その効力を生ずる」と規定するが、この場合の法律要件は自己の財産を無償で相手方に与えるという当事者の一方の意思表示と、それに対する相手方の受諾の意思表示の二つが法律要件ということになる。そして、この法律要件が実際に法律事実（この場合には自己の財産を無償で相手方に与えるという当事者の一方の意思表示の存在という法律事実と、それに対する相手方の受諾の意思表示の存在という法律事実）によって満たされた場合に、贈与契約の成立という法律効果を生じることになる。
法律事実は、通常、法律行為・準法律行為・事件（事件には時の経過などがある。例えばある者が年齢20歳に達したという法律事実は民法第4条の成年の法律要件を満たし、これにより以後、その者は成年者として扱われるという法律効果を生じる）に分類される。
これらは講学上の分類であり、法文によって定義されているものではない。